# Axiom Mission 4
Axiom Mission 4  (o  Ax-4) es un vuelo espacial privado a la Estación Espacial Internacional. El vuelo se lanzará no antes de la primavera boreal de 2025 y durará unos 14 días. Será operado por Axiom Space y utilizará una nave espacial Crew Dragon.
El vuelo despegará del Centro Espacial Kennedy LC-39A en Florida en un cohete Falcon 9.
El vuelo está organizado en colaboración con la NASA y será el cuarto vuelo de Axiom Space después de Axiom Mission 1, Axiom Mission 2 y Axiom Mission 3.

## Tripulación
La tripulación de vuelo incluirá a la veterana astronauta Peggy Whitson , al astronauta de ISRO Shubhanshu Shukla , al astronauta polaco Sławosz Uznański y al astronauta húngaro Tibor Kapu.
| Puesto                   | Viajero espacial                        | Viajero espacial                        |
| ------------------------ | --------------------------------------- | --------------------------------------- |
| Comandante de la nave    | Peggy Whitson, Axiom Space Quinto vuelo | Peggy Whitson, Axiom Space Quinto vuelo |
| Piloto                   | Shubhanshu Shukla Primer vuelo          | Shubhanshu Shukla Primer vuelo          |
| Especialista de Misión 1 | Sławosz Uznański Primer vuelo           | Sławosz Uznański Primer vuelo           |
| Especialista de Misión 2 | Tibor Kapu Primer vuelo                 | Tibor Kapu Primer vuelo                 |

| Puesto                   | Viajero espacial                     | Viajero espacial                     |
| ------------------------ | ------------------------------------ | ------------------------------------ |
| Comandante de la nave    | / Michael López-Alegría, Axiom Space | / Michael López-Alegría, Axiom Space |
| Piloto                   | Prasanth Nair, ISRO                  | Prasanth Nair, ISRO                  |
| Especialista de Misión 1 | Gyula Cserényi                       | Gyula Cserényi                       |